# SMR-Arena
Die SMR-Arena ist das Fußballstadion des oberbayerischen Marktes Buchbach. Es ist die Heimspielstätte des Fußballverein TSV Buchbach.

## Geschichte
Die Anlage wurde zwischen 1960 und 1962 in der Jahnstraße errichtet. Nachdem der Verein 2004 in die Landesliga aufgestiegen war, wurden 2007 Modernisierungsmaßnahmen durchgeführt. Eine Flutlichtanlage und eine Stehtribüne für 600 Zuschauer wurden neu errichtet. Zwischen Platz und Tribüne ist eine Laufbahn vorhanden.
Zur Saison 2012/13 wurde die Mühldorfer Firma SMR Recycling für drei Jahre Namenssponsor des Stadions. Vor Beginn der Regionalligasaison wurden in der SMR-Arena auf der Tribüne ca. 300 Sitzschalen angebracht. Zudem wurde an der Nordseite ein „Käfig“ für insgesamt 400 Gästefans errichtet.

## Fußball-Länderspiel
Am 9. November 2010 fand im Jahnstadion des TSV Buchbach ein U15-Länderspiel zwischen den beiden Nationen Deutschland und Polen statt. Deutschland gewann den Ländervergleich mit 5:1 (1:1) vor 2500 Zuschauern.

### U15-Fußballnationalmannschaft
| 9. November 2010, Freundschaftsspiel |   |       |           |
| Deutschland                          | – | Polen | 5:1 (1:1) |